# Purnajaya
Purnajaya is een bestuurslaag in het regentschap Ogan Ilir van de provincie Zuid-Sumatra, Indonesië. Purnajaya telt 1110 inwoners (volkstelling 2010).